# Adeona (traghetto)
L'Adeona è un traghetto appartenente alla compagnia di navigazione italiana Caremar.

## Caratteristiche
L'unità fa parte della classe Sibilla, un lotto di 8 navi gemelle costruite tra la fine degli anni '70 e la metà degli anni '80.
Il traghetto dispone di servizi essenziali in virtù dei servizi locali coperti: bar, ristorante, sala TV e solarium sul ponte esterno. Gli ambienti interni sono inoltre dotati di impianto di aria condizionata. La capacità di trasporto è pari a circa 690 passeggeri e 45 automobili.
La propulsione è affidata ad una coppia di motori GMT 4S da 12 cilindri in grado di erogare una potenza complessiva di 3.706 kW; la velocità massima raggiungibile è pari a 17 nodi.

## Servizio
Varato il 29 febbraio 1980 nel Cantiere navale fratelli Orlando di Livorno con il nome di Adeona e consegnato nel giugno seguente alla Caremar, viene subito girato in noleggio alla Siremar ed impiegato sulla Palermo-Ustica e nei collegamenti da Trapani alle Isole Egadi, venendo sostituito nel golfo dall'Isola d'Elba.
Nel dicembre del 1984, con l'ingresso in flotta Siremar del nuovo Simone Martini, torna alla Caremar e prende servizio nei collegamenti nel Golfo di Napoli. 
Nel 1990 viene noleggiato di nuovo alla Siremar ed impiegato nei collegamenti per le Eolie. Tornato in Caremar, torna ad operare nel golfo e, saltuariamente, nei collegamenti per le Isole Pontine. 
Dopo un mese di disarmo a Napoli, ad inizio dicembre 2023 il traghetto, dopo aver effettuato lavori alla carena ed ai motori, torna regolarmente in servizio sulla Napoli-Procida-Ischia. Successivamente viene trasferito nei collegamenti tra Napoli e Capri, dove opera tutt'oggi.

## Incidenti
Il 24 dicembre 2010 l'Adeona ha subito un lieve incidente presso la darsena di Porta Massa nel porto di Napoli: a causa del maltempo, il traghetto è stato speronata dal compagno di flotta Isola di Procida, che ha riportato uno squarcio nella zona poppiera.
Il 25 gennaio 2012, durante la fase di ormeggio presso Procida, ha speronato alcuni pescherecci in porto a causa del maltempo senza tuttavia riportare né causare particolari danni.